# Stara Kornica
Stara Kornica – wieś sołecka w Polsce położona w województwie mazowieckim, w powiecie łosickim, w gminie Stara Kornica. Leży 20 km od Białej Podlaskiej. Przez gminę przebiega droga wojewódzka nr 698 Siedlce – Terespol.
| SIMC    | Nazwa    | Rodzaj      |
| ------- | -------- | ----------- |
| 0020468 | Kobylany | osada leśna |

W latach 1975–1998 miejscowość administracyjnie należała do województwa bialskopodlaskiego.

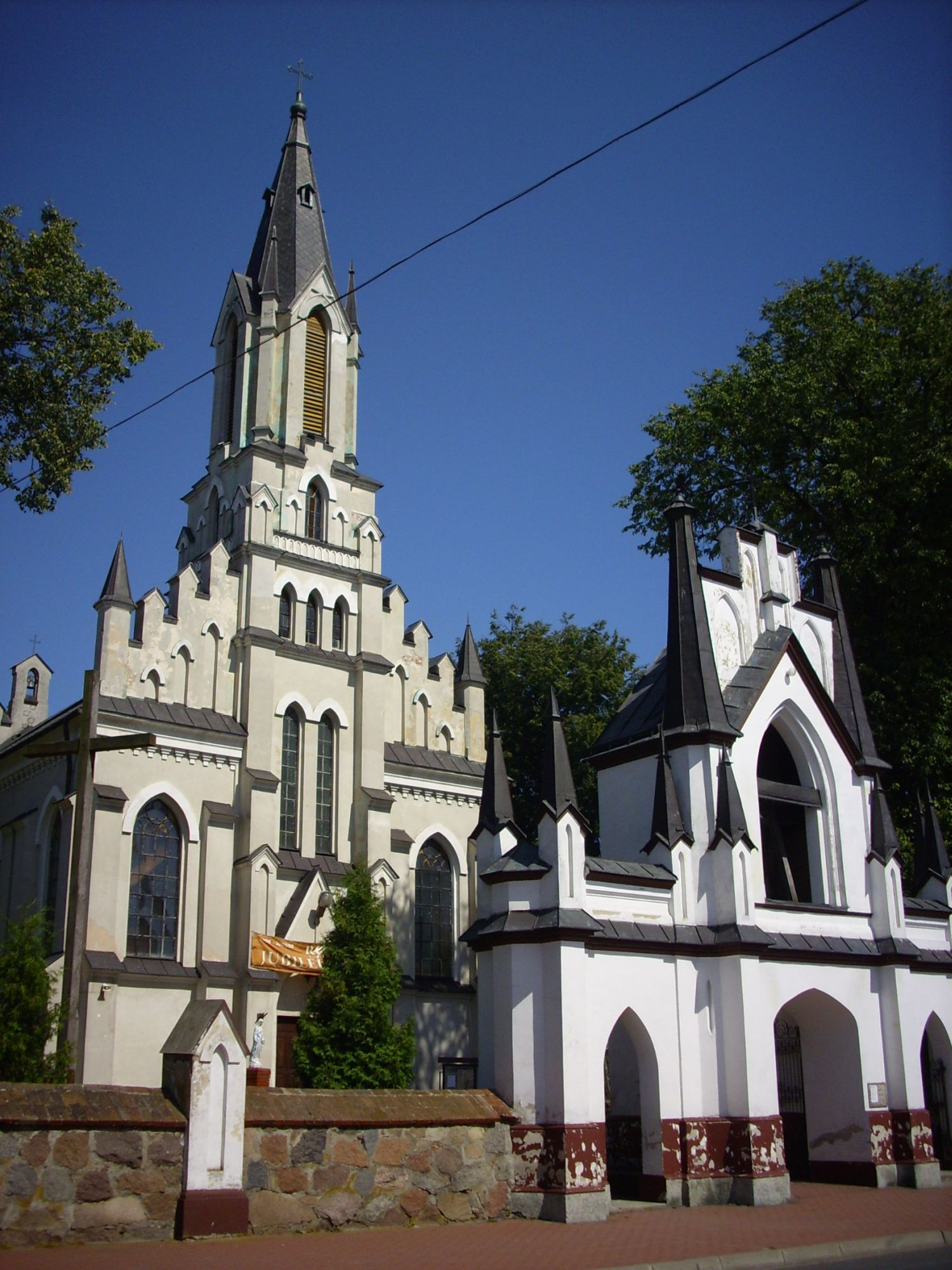
Kościół w Starej Kornicy

Dawniej Kornica była wsią królewską. Pierwotnie jej nazwa miała brzmieć „Koronica”. W XIX wieku wieś była znana z wydobycia kredy. Jednym z najstarszych zabytków gminy jest kapliczka pochodząca z 1835 roku i zespół kościoła parafialnego pw. Niepokalanego Poczęcia NMP, wzniesiony w 1905. W Starej Kornicy urodził się Mikołaj Jańczuk (1859–1921), etnograf, folklorysta, historyk i archeolog, dyrektor Muzeum Etnograficznego w Moskwie. 
Miejscowość jest siedzibą gminy Stara Kornica. Prawosławni mieszkańcy wsi należą do parafii 
św. Michała Archanioła w Nosowie.